# メタトロン (ガンダムシリーズ)
- ガイア・ギア > メタトロン (ガンダムシリーズ)

メタトロン（英語: Metatron）またはズィー・ジオン・オーガニゼーションは、富野由悠季の小説『ガイア・ギア』およびそれを元にしたラジオドラマに登場する架空の組織。

## 概要
メタトロンまたはメタトロン機関とは、小説『ガイア・ギア』の主人公が所属する反地球連邦運動の組織であり、地球連邦政府およびマハとは敵対関係にある。改名前はズィー・ジオン・オーガニゼーション、略称：ズィー・オーガニゼーション（機関）と呼ばれていた。その名称の由来は「ズゥイ・ジオン」である。
ラジオドラマ版にもメタトロンは登場するが、ズィー・ジオン・オーガニゼーションという名称は登場しない。また、ラジオドラマ版には原作には登場しないメタトロンの一組織として、ヨーロッパ方面に展開するユーロ・メタトロンが登場する。ユーロ・メタトロンはマン・マシーンは所持しておらず、保有している艦艇ヴァルキュリャで普段は諜報活動などに従事しているようであるほか、メタトロン本隊が地球へ降下した後には合流し、補給活動や整備に活躍した。

## 名前の由来
ズィー・オーガニゼーションの拠点の一つであるスペース・コロニー「シャダイ」は、ヘブライ語の全能の神シャダイに由来している。ヘブライ語では全てのアルファベットが数字を持ち、シャダイは三百十四という数字になる。そこでズィー・オーガニゼーションでは、彼らの基地（ベース）に三百十四の略号の三十一をあてていた。その三十一に一乗、二乗、三乗という乗数を付けてそれぞれ異なるベースを表していた。
何故そのような数字に置き換えた暗号を使うのかということについて、敵対するマハのスタッフであるウル・ウリアンは「イスラムが神という単語を書くことを禁じているように、神聖な言葉を捨てるかもしれない紙に書くのは畏れ多いという考えから来ているのではないか」と推察している。
新たに組織を引き継いだアフランシ・シャアは、古い殻を脱ぎ捨てるために組織名を改めることにした。「314」という数字が全能の神シャダイと大天使メタトロンを表すと知り、「シャダイでは尊大すぎる」という周囲の意見を取り入れて新組織名を「メタトロン」とした。それにともない、旗艦となる「三十一の二乗」基地の戦艦部分を「マザー・メタトロン」と命名した。

## シャア・コンティニュー・オペレーション
「シャア・コンティニュー・オペレーション（シャア存続計画）」とは、バイオテクノロジーを用いて地球連邦政府に対する独立運動の伝説的人物シャア・アズナブルを再生させる計画のこと。シャア・アズナブルの細胞そのものを分割して再活性化させ、シャアその人の遺伝子と言われるものを再生してクローンを誕生させる実験だった。プロジェクトを進めた人々は、その実験の結果生まれたアフランシというシャアの遺伝子を継承した生体を、環境保全と種の存続のために地球上に残された数少ない特別区の一つである南太平洋上の島に送った。自然環境が人をどのように育てるのかという実験も行なったのである。またアフランシの脳内にはシャアの過去の記憶を収めた膨大な情報量のセル・チップが埋め込まれており、様々な事態に直面すると彼に学習したり経験したりしたことのない知識や技術の記憶を呼び起こさせた。
計画の最終目標は、実験の結果生み出された「第二のシャア・アズナブル」というカリスマを中心にした組織の活動により、巨大化した官僚機構の受け皿にすぎなくなった連邦政府をゆるがし、一般大衆の支持を受けることであった。彼らは組織とシャアの高潔性によって、人類が理想的な完全なる管理体制を確立し、地球保全を万全のものにした連邦を構築する事を目指した。

## 組織の歴史

### 設立の経緯
メタトロンは、スペースコロニー開拓時代の先兵となった人々が集まって成立した組織である。その前身となったズィー・ジオン・オーガニゼーションは人類全体を管理統制する地球連邦政府の内部の腐敗を指弾し、疲弊した地球を『聖域』にして人を降ろすなと主張してきた。その中心となったのは、かつてシャア・アズナブルという人物が語った絶対理想に共感した人々であり、さらに詳細に言えば、バイオテクノロジーを駆使してシャア・アズナブルその人を再生しようとする前述の「シャア・コンティニュー・オペレーション」を実践したグループである。彼らはかつてスペース・コロニー時代の初期にその独立を画策した反乱分子のジオン公国やネオ・ジオンとは関係がなく、純粋にシャア・アズナブルの意思を再現して次の良き世紀を構築するという夢想にとりつかれた人々である。そのため、地球連邦政府の秘密情報を入手するスタッフはいるものの、連邦議会の動きそのものを牽制できるような政治的な背景はなかった。とはいえ組織も一枚岩ではなく、構成員の中には、ジオン公国の信奉者たち、あるいはそれ以外の主義や組織の信奉者たちもいた。当然そこには派閥が芽生え、のちの組織崩壊の遠因となった。
シャアの再来を迎える時までに連邦政府に対抗できるような国家的な規模を持つ組織を確立するのがアザリア・パリッシュ提督ら組織の指導者たちの任務だった。その日に備え、ズィー機関は各サイドのスペース・コロニーに散在する反地球連邦政府運動を糾合し、秘密基地や巨大戦艦を建造するまでに組織を育て上げた。

### メタトロンの始動
「シャア・コンティニュー・オペレーション」は成功し、組織はその結果生まれたシャア・アズナブルの記憶を持つメモリークローンであるアフランシ・シャアを総帥として受け入れた。アフランシは総帥就任と同時に雌伏の時期は終わったとしてズィー機関の終息を宣言し、組織の名称をメタトロン機関と改めた。
アフランシの参加と共に、それまで民間の地下組織レベルの扱いだったメタトロンは本格的に活動を始める。まず手始めにサイド2のスペース・コロニーのヘラス政庁に対して政治犯の引き渡しを要求した。
次にマハと地球連邦政府による白人だけの「地球逆移民計画」の実施を察知すると、その阻止のためにアフランシ自らが部隊を率いて地球に降下した。

### 組織の終焉
アザリア・パリッシュ提督らメタトロン上層部は、アフランシが加わったことで組織に求心力が出来たことは認めつつも、その支援には積極的ではなく、援軍もなかなか送ろうとはしなかった。アフランシが自分自身の存在に固執し、シャアというカリスマを積極的に演じてみせようという姿勢がまったくなかったため、メタトロンの上層部が彼をシャアの再来というにはふさわしくないと判断したからである。メタトロンの組織のトップの老人たち初期からのスタッフは、シャア・アズナブルのクローンが再生するのを待つことだけで年を取ってしまい、すでにメタトロンでの活動の専従者として生活をしていたため、保守的にならざるを得なかった。また時が経つにつれて組織に主義の違いによるさまざまな派閥が生まれていたことも保守化・硬直化の一因となった。その上、ビジャン・ダーゴル率いるマハが、本来メタトロンが反地球連邦政府運動を通してやらなければならなかった腐敗した連邦政府の改革につながる動きを、連邦の内部で起こしてしまった。その結果、反連邦組織のメタトロンと連邦政府の一部であるマハとの間で立場の逆転が起き、連邦政府の中央閣僚会議から「マハこそ制圧すべき相手であり、レジスタンスであるマザー・メタトロンの動きは地球連邦軍がなすべき事を補完するように働いている」という評価までされてしまった。
連邦政府が「反地球連邦政府運動と判断される元凶『シャア・コンティニュー・オペレーション』の成果であるアフランシを排除してくれればメタトロンを地球連邦軍の別動隊として公に認めてもよい」という姿勢を見せると、すでに反地球連邦活動に疲れていたメタトロンの老人たちは取引に応じることにした。老人たちはアフランシの処分と巨大戦艦マザー・メタトロンを連邦軍に接収させることを条件にそれまでの反地球連邦政府運動の罪を帳消しにしてもらい、組織ごと連邦政府に吸収される事を決定。地球に増援として送っていたブノア・ロジャックにマハを潰した後でアフランシを抹殺するよう命じた。

## 主要な拠点
この時代、月軌道内には地球連邦の管轄下にあるスペース・コロニーなどの残骸が膨大にあったが、連邦政府も連邦軍もそのすべてを管理することは出来ず、全体を把握しているのはコンピューターだけだった。ズィー・ジオン・オーガニゼーションは連邦政府に察知される事なく、その残骸を利用して宇宙に基地を建設してきた。
主な拠点は3つあり、それぞれ「三十一の一乗」「三十一の二乗」「三十一の三乗」というコードネームで呼ばれていた。その内、「三十一の二乗」基地の一部だった戦艦部分は「マザー・メタトロン」と命名され、組織の艦隊の旗艦となった。

## 構成員

### 総帥
- アフランシ・シャア

### 実質的な指導者たち
- アザリア・パリッシュ
- グレン・コールディル

### 艦船のクルー

#### マザー・メタトロン
艦長
- メンム・ケイレン

ブリッジ
- アン・マーサン
- クリシュナ・パンデント
- ケイネス・ブレン
- セゴビィ・ミラン
- セシアス・ジィギス
- マーガレット・レーン

医師
- クラッカワ・ナカガ

#### エア・フォース1
艦長
- マドラス・カリア

ブリッジ
- ミッシェル・エーケン
- トット・ゲーリング

#### エア・フォース2
艦長
- ロドリゲス・カロス

### パイロット
- アフランシ・シャア
- ケラン・ミード
- ジョー・スレン
- メッサー・メット
- レエ・セイアス
- サエス・コンスーン
- レーザム・スタック
- ブノア・ロジャック
- エミール・ルーサ
- キムリー・ブラウス
- ケンセスト・ベイレン
- ニアス・ケイン
- ハタナ・ノムソザキ
- ヘイラル・ハルメス
- ボーズ・ガルチェ
- メスラー・デッケン

## 所有兵器

### マン・マシーンと支援兵器
- ガイア・ギアα
- ゾーリン・ソール
- ドハディ
- ガイヤス
- エレカ

### 艦船
- マザー・メタトロン
- エア・フォース
  - エア・フォース1
  - エア・フォース2
  - エア・フォース3
- マリオン・スラグ